# Montalina

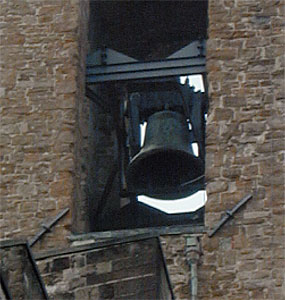
La Montalina sulla torre volognana

La Montalina, anche detta montanina, è la campana posta nella torre volognana del museo del Bargello. Il nome deriva da Montale, la città in provincia di Pistoia da cui la campana fu sottratta.
Per legge di Cosimo I fu cominciata a suonare ogni giorno di inverno alle 10 e di estate alle 12. Fu chiamata anche la campana delle armi, sempre a causa di una legge dello stesso duca di Firenze: sarebbe stata mozzata la mano a qualunque servo fosse stato trovato in armi senza licenza, dopo l'ultimo rintocco della campana. Il suono della montanina è sempre stato associato dai fiorentini a funesti avvenimenti: la campana infatti era suonata per convocare l'esercito e per annunciare esecuzioni capitali. Da qui deriva il detto fiorentino ha la lingua lunga come la campana del Bargello.
La campana non suona più dal 1847, se non per eventi straordinari come la fine della seconda guerra mondiale e la ricorrenza del seicentenario dalla nascita di Dante Alighieri.

## Storia
La notte del 12 maggio 1303 il podestà di Firenze Bino Gabbrielli (fratello di Cante, che esiliò Dante dalla città) marciò su Montale, al tempo un minuscolo comune nella campagna toscana. I Fiorentini riuscirono a conquistare il paese, nonostante la strenua resistenza dei difensori, racconta Giovanni Villani, per il tradimento di alcuni soldati a cui furono dati 3000 fiorini e la campana di quello comune, ch'era molto buona, la feciono venire in Firenze e puosesi in su la torre del palagio della podestà per campana de'messi e chiamossi la montanina.
La campana, rinomata per il suo bel suono, così fu trasferita dalla Chiesa di Montale al palazzo del Podestà. Nel 1325 si ruppe, suonando per la partenza dell'esercito di Firenze contro Castruccio Castracani. Fu fusa nuovamente nel 1381 e posta nella posizione che occupa tutt'oggi. Nel 1847 fu proposto di fonderla, ma l'oggetto fu preservato come reperto storico.

## Iscrizione
La Montanina reca la seguente iscrizione:
A. D. MCCCLXXXI. Mentem Sanctam Spontaneam. Honore Deo ac Patriae Liberatione. Matteo del Teglia Bertaldi Liniaiuolo Gonfaloniere. Francesco di Gio. di Ser Segnia Ritagliatore. Piero di Nutino Bicchieraio Al. Beccaio. Mes. Gio. di Mes. Francesco Rinuccini miles. Messer di Guccio Nesi Correggiaio. Mes. Papino di Francesco Strozzi miles. Leo di Lapo di Mino Rimendatore. Gio. di Nicola Tintore. Gio di Giuntino Mastro. maestro Richo di Lapo e Domenico Suo Figliuolo da Firenze Me fece.